# Säkra transeuropeiska telematiktjänster för myndigheter
Säkra transeuropeiska telematiktjänster för myndigheter (engelska: Secure Trans European Services for Telematics between Administrations, Stesta) är Europeiska kommissionens privata, IP-baserade nätverk. Det är en plattform för kommunikation över Internet, vilket ska tillåta säkert informationsutbyte mellan myndigheter i Europa. Syftet är att stimulera erforderligt datautbyte för genomförande av politik och myndighetsutövning inom ramen för Europeiska unionen. 
Stesta är ett metanätverk, som består av ett stamnätverk samt lokala nätverk, vilka senare är nationella eller regionala nätverk, eller EU-institutioner. Stamnätverket, EuroDomain, hålls separerat från det publika Internet. Det har för högre säkerhet 
IPsec-teknologi för att hindra avhörning, samt avancerad krypteringsteknologi.  
Stesta bygger på det tidigare Trans European Services for Telematics between Administrations (Testa), som var i funktion från 1996. Stesta invigdes i mitten av 2007 och övertog det sista av trafiken på Testa i april 2008. 
Det svenska nationella nätverk, som är anslutet till Stesta, är Swedish Government Secure Intranet.